# Pratt & Whitney Canada
Pratt & Whitney Canada (PWC hoặc P & WC) là một nhà sản xuất động cơ máy bay của Canada.Trụ sở chính của PWC là ở Longueuil, Quebec, Montreal.Nó là một bộ phận không thể tách rời của công ty lớn hơn Pratt & Whitney ở Hoa Kỳ,mà đơn vị này lại thuộc đơn vị kinh doanh của United Technologies.United Technologies đã giao cho PWC sản xuất động cơ máy bay nhỏ hơn trong khi P & W của Mỹ hoạt động phát triển và sản xuất động cơ lớn hơn.
Mặc dù PWC là một bộ phận của P & W,hãng tự thực hiện nghiên cứu riêng, phát triển và tiếp thị cũng như sản xuất các động cơ của hãng. Công ty hiện có 9.200 nhân viên trên toàn thế giới,với 6.200 nhân viên ở Canada.